# مردمان باستانی پوئبلو

نقشه مناطق مسکونی آناسازی‌ها در آمریکای شمالی

مردمان باستانی پوئبلو مردمان سرخ‌پوستان آمریکایی بودند که از قدیم در خانه‌های خشتی به نام پوئبلو در قاره آمریکای شمالی ساکن بودند.

## پیشینه
سرخ‌پوستان پوئبلو در نواحی مرتفع و بی آب و علف جنوب غربی قاره آمریکای شمالی، زندگی می‌کردند. بین سال‌های ۱۰۵۰ و ۱۳۰۰ میلادی، آن‌ها روستاهایی با خانه‌های چند طبقه به نام پوئبلو ساختند. بعضی از پوئبلوها دارای ۲۰۰ اتاق بودند. مردان آناسازی در اتاق‌های زیرزمینی به نام کیوا مراسم مذهبی خود را برگزار می‌کردند. آناسازی‌ها مردمی کشاورز بودند و هنرهای دستی تخصص داشتند. سرخ‌پوستان پوئبلوی ساکن ایالتهای آریزونا و نیومکزیکو، از اعقاب آنان هستند.

## گاهشمار مردم پوئبلو

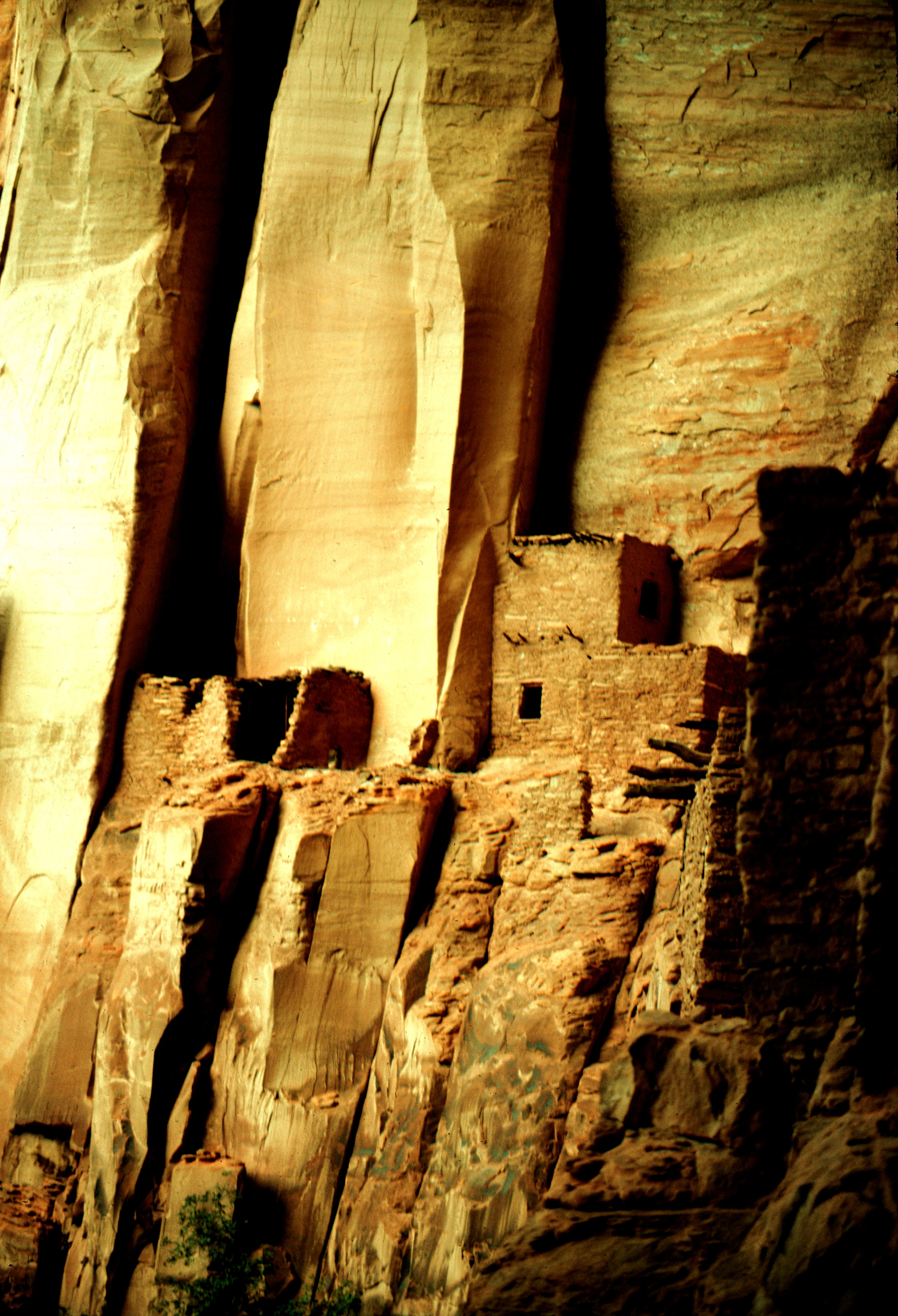
کنیون د شلی، در آریزونا.

گاهشمار تاریخ زندیگ مردم پوئبلونشین:

### در حدود ۱۰۰ تا ۵۰۰ میلادی
مردمی به نام سبدبافان، اجداد «آناسازی‌ها»، در روستاها سکنی می‌گزینند. آنان به استفاده از ملاط گل رس و تنه درختان خانه‌هایی می‌سازند که نیمی از آن پایین‌تر از سطح زمین قرار داشت.

### پیرامون ۵۰۰ تا ۷۰۰ میلادی
در این دوره، سبدبافان خانه‌هاشان را روی زمین احداث می‌کردند. خانه‌های زیر زمینی قدیمی بتدریج به صورت کیوا (اتاق زیرزمینی مخصوص نیایش و گرد همایی) مورد استفاده قرار گرفتند.

### پیرامون ۱۰۵۰ تا ۱۳۰۰ میلادی
پوئبلوهای (روستاهایی با خانه‌های چند طبقه) بسیار بزرگ که ساخت آن مستلزم تلاش و زحمت فراوان بود، به دست سرخ‌پوستان آناسازی بنا گردید. دیوارهای بلند، برج‌های دیده‌بانی، و مواضع دفاعی که روی صخره‌ها تعبیه شده بود، نشان می‌دهد که این روستاها به‌طور متناوب مورد هجوم قرار می‌گرفتند. احتمالاً مهاجمان نیاکان سرخ‌پوستان آپاچی و ناواهوا بودند.

### ۹۹–۱۲۷۶
خشکسالی شدید باعث از بین رفتن غلات و کمیاب شدن گیاهان و حیوانات گردید. ساکنان پوئبلوها دچار خشکسالی و کمیابی شدند.

### ۱۳۰۰
پوئبلوهای بزرگ سرخ‌پوستان آناسازی در شمال نیومکزیکو، متروک شدند. کسانی که از قحطی ناشی از خشکسالی و تهاجم قبایل رقیب جان سالم بدر برده بودند، به نواحی مرکزی آریزونا مهاجرت کردند.

### ۱۵۳۹

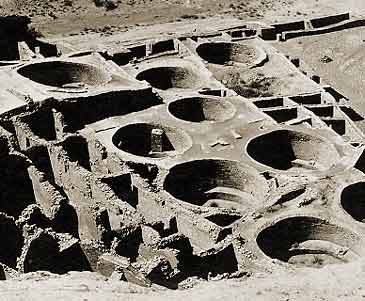
خرابه‌های پبلو در پارک ملی تاریخی فرهنگ چاکو

نخستین کاشفان اسپانیایی وارد سرزمین پوئبلو شدند. سفرهای اکتشافی آن‌ها شیوهٔ زندگی تیره پوئبلو را تحت تأثیر قرار نداد.

### ۱۵۹۸
اسپانیایی‌ها مستعمره نیومکزیکو را بنیاد گذاشتند و «سانتافه» را به عنوان پایتخت آن قرار دادند. مبلغان مسیحی سعی کردند تا اعتقادات قوم پوئبلو را تغییر دهند. اسپانیایی‌ها همراه خود، خوردنی‌های جدیدی، مانند گندم و هلو، و نیز حرفه‌های جدیدی، مثل پشم ریسی و بافندگی، به ارمغان آوردند.

### ۱۶۸۰
قوم پوئبلو علیه حاکمان اسپانیایی خود خیزش کردند. در جریان این خیزش آن‌ها به اسب دست پیدا کردند.

### ۱۶۹۲
اسپانیایی‌ها از نو بر قوم پوئبلو مسلط شدند؛ ولیکن، قوم صلح طلب پوئبلو از طریق مقاومت منفی، شیوه زندگی خود را ادامه دادند. (فرهنگ پوئبلو در جوامع جدیدی که سرخ‌پوستان آمریکایی در آریزونا به وجود آوردند، شکوفا شد)
واژه اسپانیایی پوئبلو به معنی «روستا» می‌باشد. این واژه برای توصیف شیوه زندگی قبایل سرخ‌پوست آمریکای شمالی به کار می‌رود. مردم آناسازی بزرگ‌ترین پوئبلوها را بنا کردند. آن‌ها در ناحیه‌ای که امروزه به نام چهارکُنج («فورکورنرز») شناخته می‌شود و محل تلاقی مرزهای چهار ایالت یوتا، کلرادو، آریزونا و نیومکزیکو می‌باشد، زندگی می‌کردند. آناسازی‌ها نوادگان کشاورزان اولیه‌ای به نام سبدبافان بودند.

## سبدبافان
سرخ‌پوستان سبدساز در خانه‌هایی که نیمی از آن پایین‌تر از سطح زمین قرار داشت و با بهره‌گیری از تنه درختان و ملاط گل ساخته می‌شد، زندگی می‌کردند. کیواهای مقدس قوم آناسازی احتمالاً از روی شکل و طرح آن‌ها ساخته شده‌اند. سبدبافان مردمی کشاورز بودند اما به گردآوری گیاهان و شکار گوزن و خرگوش نیز می‌پرداختند. آن‌ها به استفاده از الیاف بدست آمده از ساقه‌های نی و جگن و درختان یوکا و عود آمریکایی انواع مختلف ظروف بسته‌بندی را از قبیل سبدهای حصیری و زنبیل‌های انعطاف‌پذیر، و حتی پارچه کفن و انواع صندل (دمپایی) را می‌بافتند. سبدباف‌ها به یک میزان از ذرت، لوبیا و انواع کدو تغذیه می‌کردند. آن‌ها بوقلمون را برای استفاده از گوشت و پر آن که در درست کردن لباس‌های پر به کار می‌رفت، پرورش می‌دادند. سبدبافان را همچنین به کشت پنبه و تنباکو و سفالگری می‌پرداختند. آناسازی‌ها با تکامل بخشیدن به این موارد، فرهنگی غنی به وجود آوردند.

## کشاورزی
هر دو گروه مردان و زنان آناسازی در کشتزارهای خود که به اندازه یک باغ بود، کار می‌کردند. آن‌ها نیز مانند سبدبافان به کشت ذرت، لوبیا و کدو می‌پرداختند. آن‌ها با استفاده از یک شبکه آبرسانی پیچیده، متشکل از حوضچه‌های مخروطی شکل مخصوص جمع‌آوری آب باران، کانال‌ها و سدها، مزارع ذرت خود را آبیاری می‌کردند.

## سفالگری
آناسازی‌ها ظروف سفالی بسیار متنوعی می‌ساختند. آن‌ها ظرفهایی به شکل اردک یا پرنده، بطریهایی با سر خمیده و نازک یا دارای دو سر و کوزه‌هایی با بدنه گرد و دستگیره‌های رکابی می‌ساختند. آن‌ها این ظروف سفالی را با نقش‌های زنده و روشن رنگ آمیزی می‌کردند و ترکیب سیاه در زمینه سفید، ترکیب رنگ رایج بود. در حالیکه کار سفالگری به‌وسیله زنان انجام می‌شد، مردها به کار بافندگی اشتغال داشتند

## بازرگانی
هر چند آناسازی‌های روستانشین مردمانی موفق و خود کفا بودند، شواهدی از تجارت آنان با مکزیک و احتمالاً با مردم دره می‌سی سی پی، به دست آمده‌است. گروه‌های مختلف قوم پوئبلو برای فیروزه و پرهای رنگارنگ و زیبای پرندگان غیر بومی، مانند طوطی، ارزش فراوانی قائل بودند. در یک روستای بزرگ متعلق به مردم آناسازی، مانند پوئبلو بونیتو، که احتمالاً بازاری تجملی بوده مواد غذایی را که از جنوب و شرق می‌آوردند، معامله می‌کردند.

## حقایق ثبت شده
در پایان سده هفدهم، قوم پوئبلو اسب‌های استعمارگران اسپانیایی را به چنگ آوردند. آن‌ها تعدادی از این حیوانات را به قبایل شمالی، مثل قبیله یوت، فروختند و تعدادی دیگر را در جنگ‌ها از دست دادند. اسب‌ها به تدریج روش زندگی بومیان آمریکا را عوض می‌کردند. در حدود سال ۱۷۴۰ م قبایل شکارچی بوفالو در دشت‌های بزرگ، به سرعت و قدرت اسبهای خود متکی بودند.